# Associação Desportiva Adalberto Vieira Fonteles
L'Associação Desportiva Adalberto Vieira Fonteles è una società pallavolistica brasiliana, con sede a Ribeirão Preto: milita nel campionato brasiliano di Superliga Série A.

## Storia
L'Associação Desportiva Adalberto Vieira Fonteles nasce il 12 maggio 2017, con la presentazione alla stampa da parte del campione olimpico e presidente del club Luiz Fonteles. 
Partecipa quindi alla Taça Prata 2017, classificandosi primo e ottenendo l'accesso alla Superliga Série B 2018, dove con un altro primo posto centra la promozione in Superliga Série A: ottiene la permanenza in massima serie fino al campionato 2020-21, quando si classifica al dodicesimo e ultimo posto, retrocedendo in Superliga Série B.

## Rosa 2020-2021
| N° | Nome                | Ruolo | Data di nascita   | Nazionalità sportiva |
| -- | ------------------- | ----- | ----------------- | -------------------- |
| 2  | Rodrigo Leitzke     | C     | 8 gennaio 1996    | Brasile              |
| 3  | Luis da Silva       | P     | 3 agosto 1998     | Brasile              |
| 4  | Vicenzo Serretti    | C     | 11 aprile 2002    | Brasile              |
| 5  | Bruno Dianini       | C     | 2 gennaio 1995    | Brasile              |
| 6  | André Ludegards     | S     | 19 settembre 1999 | Brasile              |
| 7  | Renan Salton        | S     | 15 ottobre 1996   | Brasile              |
| 8  | Diego dos Santos    | L     | 30 gennaio 1989   | Brasile              |
| 9  | Marcos da Silva     | S     | 13 febbraio 2003  | Brasile              |
| 10 | Luiz Henrique Sousa | O     | 21 maggio 2001    | Brasile              |
| 11 | Roberval da Silva   | S     | 11 giugno 1996    | Brasile              |
| 13 | Bruno Marques       | S     | 10 luglio 2001    | Brasile              |
| 14 | Guilherme de Lima   | C     | 14 ottobre 1992   | Brasile              |
| 15 | Pedro Tomasi        | L     | 12 gennaio 2001   | Brasile              |
| 16 | Ramon Duarte        | P     | 22 dicembre 2003  | Brasile              |
| 18 | Guilherme Rech      | C     | 5 gennaio 2001    | Brasile              |